# Alexandre César Chavannes
Pour les articles homonymes, voir Chavannes.

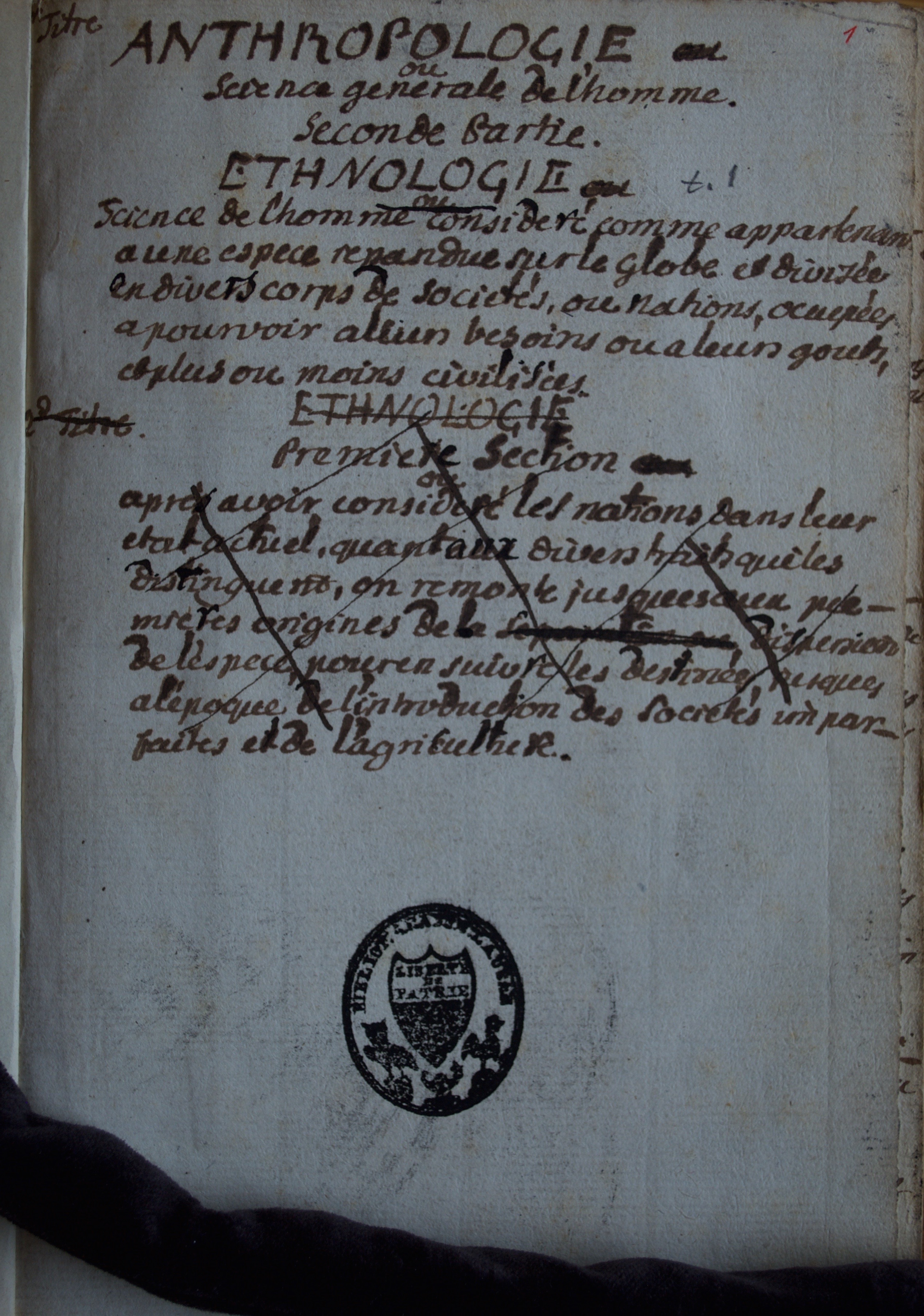
A. C. Chavannes, Ethnologie, page de titre, vol. 3 de l'Anthropologie, [1750-1788], [Lausanne].

Alexandre César Chavannes (1731 - 1800) est un théologien et anthropologue suisse. Il est l’auteur d’une Anthropologie ou science générale de l’homme pour servir d’introduction à l’étude de la Philosophie et des Langues, et de guide dans le plan d’éducation intellectuelle, publiée en 1788, qui l’a rendu célèbre, en particulier parce que l’on y trouve une définition très moderne de l’anthropologie, à laquelle les anthropologues contemporains continuent de se référer,. Ce livre ne constitue cependant que la table des matières étendue d’un ouvrage beaucoup plus ample, puisqu’il compte 13 volumes de 300 à 400 pages chacun. Demeurés manuscrits et par conséquent inédits, ces volumes représentent l’aboutissement d’un processus de redéfinition de l’anthropologie, qui fait la synthèse entre les deux traditions qui la constituaient jusque-là : une anthropologie physique (anatomie) et une science de l’âme,. Cette «nouvelle science de l’homme», selon le terme qu’Alexandre César Chavannes, inclut notamment l’ « ethnologie », un néologisme dont on lui doit l’introduction dans la langue française.

## Biographie
Alexandre César Chavannes est né le 30 juillet 1731 à Montreux, dans une famille d’origine huguenote, établie depuis le XVIIe siècle dans la ville et ayant acquis la bourgeoisie de Vevey en 1723, fils du premier pasteur de l’Église de Montreux César Chavannes (1685-1761) et de Louise Cormod (1697-1776), issue d'une famille du Refuge Huguenot originaire de Beaurepaire dans la Drôme. 
Il entreprend des études de théologie à l’Académie de Lausanne, comme ses deux frères Emmanuel Louis et François Chavannes. En 1753, il est consacré pasteur et assiste son père pendant dix ans dans sa charge. En 1763, il quitte la Suisse romande pour Bâle, où il est nommé ministre de l’Église française. Il y côtoie le pasteur J.-R; Ostervald, et rencontre le célèbre Jean Bernoulli, professeur à l'Université de Bâle. Peu de temps après, en 1766, il est élu professeur de théologie à l’Académie de Lausanne et occupe ce poste jusqu’à sa mort le 2 mai 1800. Au sein de l’Académie, il assume plusieurs fonctions, notamment celles de bibliothécaire et de recteur (1781-1784). Il rédige à ce titre le premier catalogue de la Bibliothèque académique de Lausanne (1779), connue aujourd’hui sous le nom de Bibliothèque cantonale et universitaire de Lausanne, mais aussi la première Histoire de l’Académie de Lausanne (1780). Il est par ailleurs l’auteur de plus de 300 articles pour le compte de l’Encyclopédie d’Yverdon, dirigée et éditée par Fortunato Bartolomeo De Felice. Il est resté célibataire.

## Son projet d'anthropologie
Pendant près de quarante ans, Alexandre César Chavannes pense et rédige son Anthropologie. Celle-ci combine l’anthropologie «à proprement dite», l’ethnologie, la philosophie («noologie» et «boulologie»), la linguistique («lexicologie», «glossologie», «étymologie», «grammatologie») ainsi que la mythologie. 
Dans cet ouvrage, il a l’ambition de définir une science générale, qui embrasse l’ensemble des connaissances sur l’homme, dans le but de destiner cette matière à l’instruction des étudiants. Héritier d’une profonde réflexion pédagogique, particulièrement vive en Suisse romande et qui traverse tout le XVIIIe siècle, de Jean-Pierre de Crousaz à Jean-Jacques Rousseau, Alexandre César Chavannes pense ainsi une nouvelle méthode d’enseignement, dans laquelle l’anthropologie constitue un outil propre à organiser le savoir tout en structurant sa transmission, de telle manière qu’elle se combine avec la construction naturelle des connaissances humaines. Les prémices de ce projet d’anthropologie apparaissent en 1787 dans son Essai sur l’éducation intellectuelle avec le projet d’une science nouvelle où il décrit sa structure et la définit déjà comme une «science nouvelle».

### Œuvres imprimées
- Chavannes, Alexandre César, Conseils sur les études nécessaires à ceux qui aspirent au S. Ministère; Ouvrage qui peut, en même tems, servir d’introduction à l’étude de la Théologie, A Yverdon, [s.n.], 1771.
- Chavannes, Alexandre César, De foederis gratiae : beneficiis ac postulatis, [Lausannae, Ex typographia Antonii Chapuis, 1773?].
- Chavannes, Alexandre César, Theologiae christianae fundamenta et elementa, 2 vol., Lausanne, Ex Typographia Antonii Chapuis, 1772-1773.
- [Chavannes, Alexandre César], Premier catalogue de la bibliothèque publique de Lausanne, [Lausanne?], 1781.
- Chavannes, Alexandre César, Essai sur l’éducation intellectuelle avec le projet d’une science nouvelle, Lausanne, Imprimerie Isaac Hignou, 1787.
- Chavannes, Alexandre César, Anthropologie ou science générale de l’homme ; pour servir d’introduction à l’étude de la philosophie et des langues, et de guide dans le plan d’éducation intellectuelle, Lausanne, Imprimerie Isaac Hignou, 1788.
- Chavannes, Alexandre César, Essai sur l’éducation intellectuelle. 1787. Nouvelle édition publiée par quelques amis de la réforme scolaire, Paris, Fischbacher, Lausanne, Payot, 1886 (avec une introd. biographique par Alexandre Herzen).

### Lien Internet
- Notice dans un dictionnaire ou une encyclopédie généraliste :   - Dictionnaire historique de la Suisse
- Notices d'autorité :   - VIAF
  - ISNI
  - BnF (données)
  - IdRef
  - LCCN
  - GND
  - Pays-Bas
  - WorldCat
- Projet "Alexandre César Chavannes et sa Science générale de l'homme (1788)" sur la plateforme Lumières.Lausanne : lumieres.unil.ch/projets/chavannes

### Littérature secondaire
- Berthoud, Gérald, «Une «science générale de l’homme». L’œuvre d’Alexandre-César Chavannes», Annales Benjamin Constant, 13 (1992), p. 29-41.
- Claude Blanckaert, «“Story” et “history” de l’ethnologie», Revue de synthèse, 109/3-4 (1988), p. 451-467.
- Claude Blanckaert, «L’Anthropologie en France, le mot et l’histoire (XVIe-XIXe siècles)», Bulletins et mémoires de la Société d’Anthropologie de Paris, 1/3-4 (1989), p. 13-43.
- Claude Blanckaert, «L’histoire générale des sciences de l’homme. Principes et périodisation», in Claude Blanckaert et alii (dir.), L'histoire des sciences de l'homme: trajectoire, enjeux et questions vives, Paris [etc.], L’Harmattan, 1999, p. 23-60.
- Bödeker, Hans Heinrich, Büttgen, Philippe, Espagne, Michel (éd.), Göttingen vers 1800. L’Europe des sciences de l'homme, Paris, Cerf, 2010.
- Chappey, Jean-Luc, «L’Anthropologie et l’histoire naturelle de l’homme en 1800. Les enjeux d’un héritage», Annales historiques de la Révolution française, 320 (2000), p. 47-54.
- Chappey, Jean-Luc, La Société des observateurs de l’homme (1799-1804) : des anthropologues au temps de Bonaparte, Paris, Société des études robespierristes, 2002.
- Chappey, Jean-Luc, «De la science de l’homme aux sciences humaines: enjeux politiques d'une configuration de savoir (1770-1808)», Revue d’Histoire des Sciences Humaines, 15/2 (2006), p. 43-68.
- Fox, Christopher, Porter, Roy, and Wokler, Robert, Inventing human science: eighteenth-century domains, Berkeley; Los Angeles [etc.], University of California Press, 1995.
- Kilani, Mondher, «Le discours anthropologique à la fin du siècle des Lumières», Annales Benjamin Constant, 13 (1992), p. 9-28.
- Olson, Richard, «The Human Sciences», The Cambridge History of Science, Eighteenth-Century Science, vol. 4, Cambridge, Cambridge University Press, 2008, p. 436-462.
- Pagden, Anthony, «Eighteenth-Century Anthropology and the «History of Mankind»», in History and the Disciplines, The reclassification of Knowledge in Early Modern Europe, New York, The University of Rochester Press, 1997, p. 223-233.
- Pitassi, Maria-Cristina, «Théologie genevoise du XVIIIe siècle et libéralisme: généalogie ou mythologie?», Revue d'histoire et de philosophie religieuses, 93 (2013), p. 519-536.
- Rupp-Eisenreich, Britta, «Des choses occultes en histoire des sciences humaines: le destin de la «science nouvelle» de Christian Meiners», L’Ethnographie, 2 (1983), p. 131-183.
- Rupp-Eisenreich, Britta, «Aux ‘origines’ de la Völkerkunde allemande: de la Statistik à l’Anthropologie de Georg Forster», in Britta Rupp-Eisenreich (éd.), Histoires de l’anthropologie: XVIe-XIXe siècles. Colloque La pratique de l’anthropologie aujourd’hui, 19-21 novembre 1981, Paris, Klincksieck, 1984, p. 89-115.
- Vermeulen, Han F. et Roldan, Arturo Alvarez, «The history of anthropology and Europe», in Han F. Vermeulen and Arturo Alvarez Roldán (éd.), Fieldwork and Footnotes, Studies in the History of European anthropology, London and New York, Routledge, 1995, p. 1-13.
- Vermeulen, Han F., «Origins and institutionalization of ethnography and ethnology in Europe and the USA, 1771–1845», in Han F. Vermeulen and Arturo Alvarez Roldán (éd.), Fieldwork and footnotes. Studies in the history of European anthropology, London and New York, Routledge, 1995, p. 39-59.
- Vermeulen, Han F., «The German Invention of Volkerkunde. Ethnological Discourse in Europe and Asia, 1740-1798», in Sara Eigen and Mark Larrimore (éd.), The German Invention of Race, Albany, State University of New York Press, 2006, p. 123-145.